# Prikosnovénie
Prikosnovénie es una compañía discográfica independiente francesa fundada en 1991 por Frédéric Chaplain y Sabine Adélaïde que tiene como proyecto enfocar músicos y grupos musicales enfocados en la música neo-clasisista, música de vanguardia, música medieval y música abstracta. también dándole oportunidad a grupos enfocados en el rock, darkwave y el ethereal wave.
La discográfica aborda grupos y músicos de Italia, Grecia, Rusia, Japón, Bulgaria y de su nación natal de origen Francia, pero también aborda de varias partes del mundo. 
La discográfica de sus fundadores, posee influencias de la discográfica británica independiente de rock: 4AD y también de la discográfica francesa V.I.S.A..

## Algunos artistas de la discográfica
- Ashram
- Collection d'Arnell-Andréa
- Daemonia Nymphe
- Flëur
- Francesco Banchini
- Harry Williamson
- Irfan
- Louisa John-Krol
- Orange Blossom